# Comendador (religioso)
El comendador (en latín: commedator) era una persona que ocupa la cabeza de alguna entidad eclesiástica vacante, mientras el jerarca oficial era nombrado.
En muchas ocasiones durante la Edad Media ante la muerte de un arzobispo, obispo o abad, la silla quedaba vacante y otro jerárca eclesiástico era nombrado comendador, dirigiéndola sin tener el título formal. A partir del siglo XIII, en muchos casos personas laicas llegaron a ser comendadores de entidades eclesiásticas disfrutando de los beneficios económicos, sin llevar a cabo actividades de gobierno y tomar decisiones religiosas, lo que era conducido por un cuerpo colegiado de clérigos en la misma diócesis o abadía. 
En el siglo XIV el rey Matías Corvino de Hungría se autoproclamó comendador de la poderosa y rica abadía de Pannonhalma, disfrutando de los beneficios entre 1472 y 1490. Posteriormente el rey Vladislao II de Hungría llevó a cabo la misma acción entre 1493 y 1500.
El Concilio de Trento concluido en 1563 prohibió la figura del comendador, y pronto los laicos se vieron privados de disfrutar los beneficios económicos de las entidades eclesiásticas.